# Risoluzione 353 del Consiglio di sicurezza delle Nazioni Unite
La Risoluzione 353 del Consiglio di Sicurezza dell'ONU, adottata all'unanimità, il 20 luglio del 1974, costituì la risposta delle Nazioni Unite all'intervento militare turco a Cipro. Il Consiglio di Sicurezza chiese l'immediato ritiro di tutto il personale militare impegnato nelle ostilità armate nella Repubblica di Cipro, che contravveniva al paragrafo 1 della  Carta delle Nazioni Unite.
La risoluzione chiedeva a Grecia, Turchia e Regno Unito di avviare immediati negoziati per restaurare la pace nell'isola e la costituzione di un nuovo governo a Cipro.